# ジョヴァンニ・ダ・パレストリーナ
ジョヴァンニ・ピエルルイージ・ダ・パレストリーナ（Giovanni Pierluigi da Palestrina, 1525年? - 1594年2月2日）は、イタリア・ルネサンス後期の音楽家である。一般に「パレストリーナ」と呼ばれるが、ジョヴァンニ・ピエルルイージが名（ファーストネーム）で、パレストリーナは後述のように出生地であり、「ジョヴァンニ・ピエルルイージ・ダ・パレストリーナ」とは「パレストリーナ出身のジョヴァンニ・ピエルルイージ」という意味である。カトリックの宗教曲を多く残し「教会音楽の父」ともいわれる。

## 生涯
1525年頃、当時はローマ教皇領であったローマ近郊の町、パレストリーナに生まれる。1537年のサンタ・マリア・マジョーレ大聖堂の聖歌隊員名簿に名前が載っており、このときはじめてローマに来たものと考えられる。ローマではロバン・マラペールとフィルマン・ルベルに師事した。生涯のほとんどを都市で暮らした。
パレストリーナは、北ヨーロッパのポリフォニー様式の影響下に置かれた音楽家の世代に属する。イタリアでこのような様式が支配的地位を得ていた理由は、ギヨーム・デュファイとジョスカン・デ・プレという二人の作曲家の影響力に帰すところが多い。この二人は生涯における多くの時間をイタリアで過ごし、イタリアで作曲を行った。一方で、イタリアでは彼らに比肩しうるような優れた技量を持ったポリフォニー作曲家が当時、まだ生まれていなかった。
1544年から1551年にかけて、郷里で最も大きなサンタ・ガーピト大聖堂のオルガン奏者を務める。また、作品を初めて出版もした。出版した「ミサ曲集」は、同時代のイタリアで宗教音楽を作曲した作曲家の出身がネーデルラント、フランドル、フランスかイベリア半島で占められていた中で、初めてのイタリア半島出身者が出版したものとなった。当時のイタリアの音楽事情は、出版した「ミサ曲集」の表紙の木版画が、20才ほど年上のスペイン出身の作曲家クリストバル・デ・モラーレスの出版した「ミサ曲集」の表紙をそっくりそのまま拝借したものであることからもわかる。
「ミサ曲集」の出版当時、パレストリーナ教区の司教は、のちのローマ教皇ユリウス3世となった人物であった。「ミサ曲集」は彼に非常に良い印象を与え、1550年に教皇となった際には、パレストリーナをジュリア聖歌隊の楽長を指す「マエストロ・ディ・カペッラ」に任命した。ジュリア聖歌隊とは、サン・ピエトロ大聖堂の聖堂参事会会員で構成される合唱隊である。

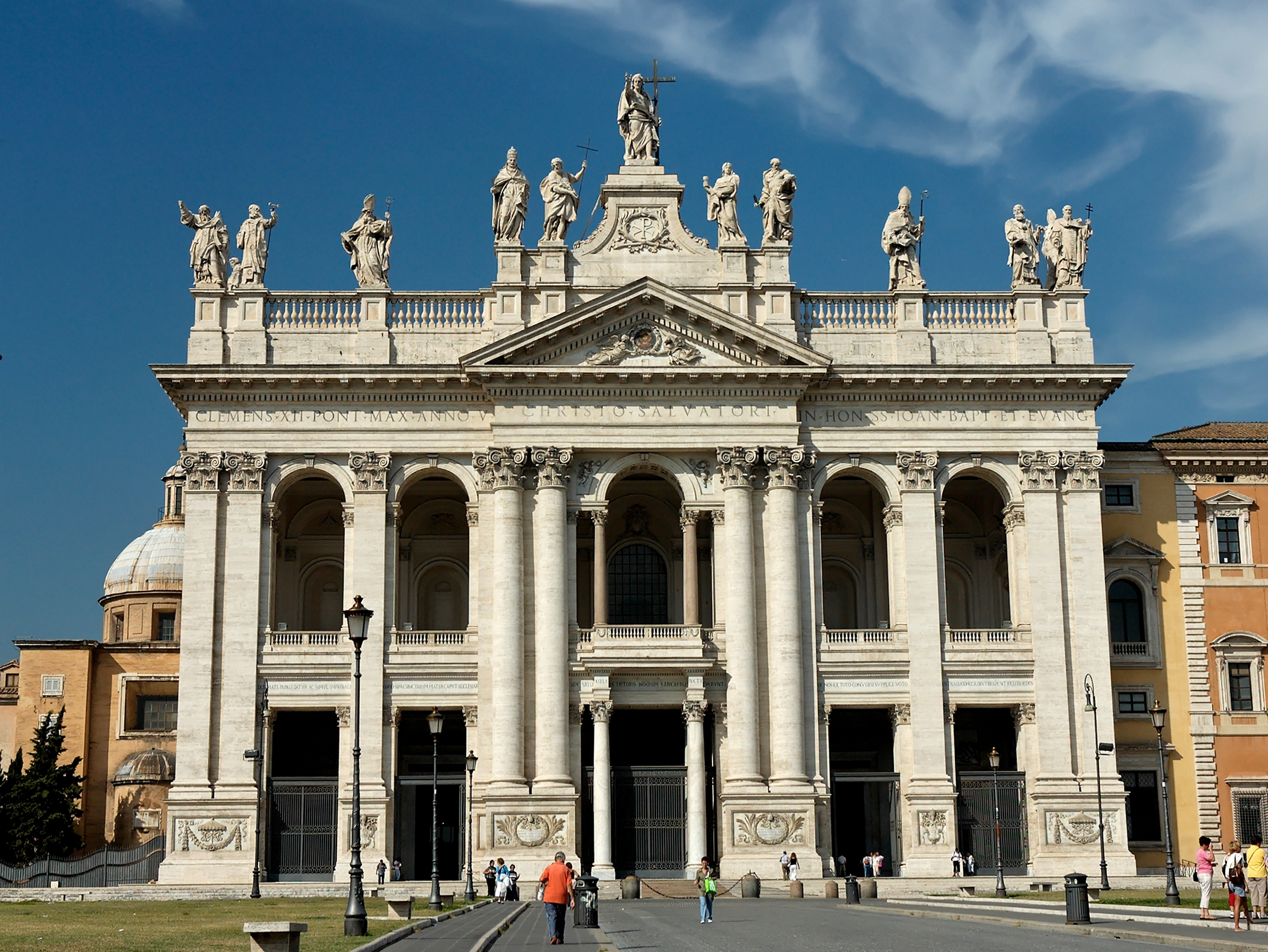
パレストリーナが楽長を務めたローマのサン・ジョバンニ・イン・ラテラノ大聖堂のファサード

ところが、パウルス4世の時代（1555年-1559年）に入ると状況が変化する。パウルス4世はカトリック教会の改革を目指した厳格な教皇であり、パレストリーナは、既婚者であったという教義上の理由により他の同様の音楽家とともに解雇された。その後の15年ほどの間、パレストリーナは、ローマにある他のいくつかの教会で楽長を務めた。有名なところでは、オルランド・ディ・ラッソが前任者であったサン・ジョバンニ・イン・ラテラノ大聖堂（1555年–1560年）と、サンタ・マリア・マッジョーレ大聖堂（1561年–1566年）がある。パウルス4世が亡くなると教義的障碍も無くなり、1571年にはまたサン・ピエトロ大聖堂に呼び戻され、生涯そこを離れることがなかった。
1570年代の10年間は身内に不幸が続いた。弟、音楽家として成長していた二人の息子、そして妻を、それぞれ1572年、1575年、1580年のペストの大流行で失った。パレストリーナは失意に陥り、一時期は僧侶になることも考えたようであるが、裕福な毛皮商の未亡人と再婚した。そのため経済的な独立を得ることができ（聖歌隊の楽長としての給料は不十分なものだった）、亡くなるまで生活に困ることなく作曲し続けることができた。
1577年、パレストリーナは当時の教皇からグレゴリオ聖歌の改革を命じられる。
パレストリーナはローマにて、1594年に胸膜炎で亡くなった。亡くなったその日のうちに簡素なひつぎに入れられて埋葬されたが、これは当時では一般的なことだった。ひつぎには「Libera me Domine（主よ、われを解き放ちたまえ）」と掘られた鉛の板が付けられていた。埋葬の際には3声部のための5声の聖歌が歌われた。

## 音楽と後世に与えた影響

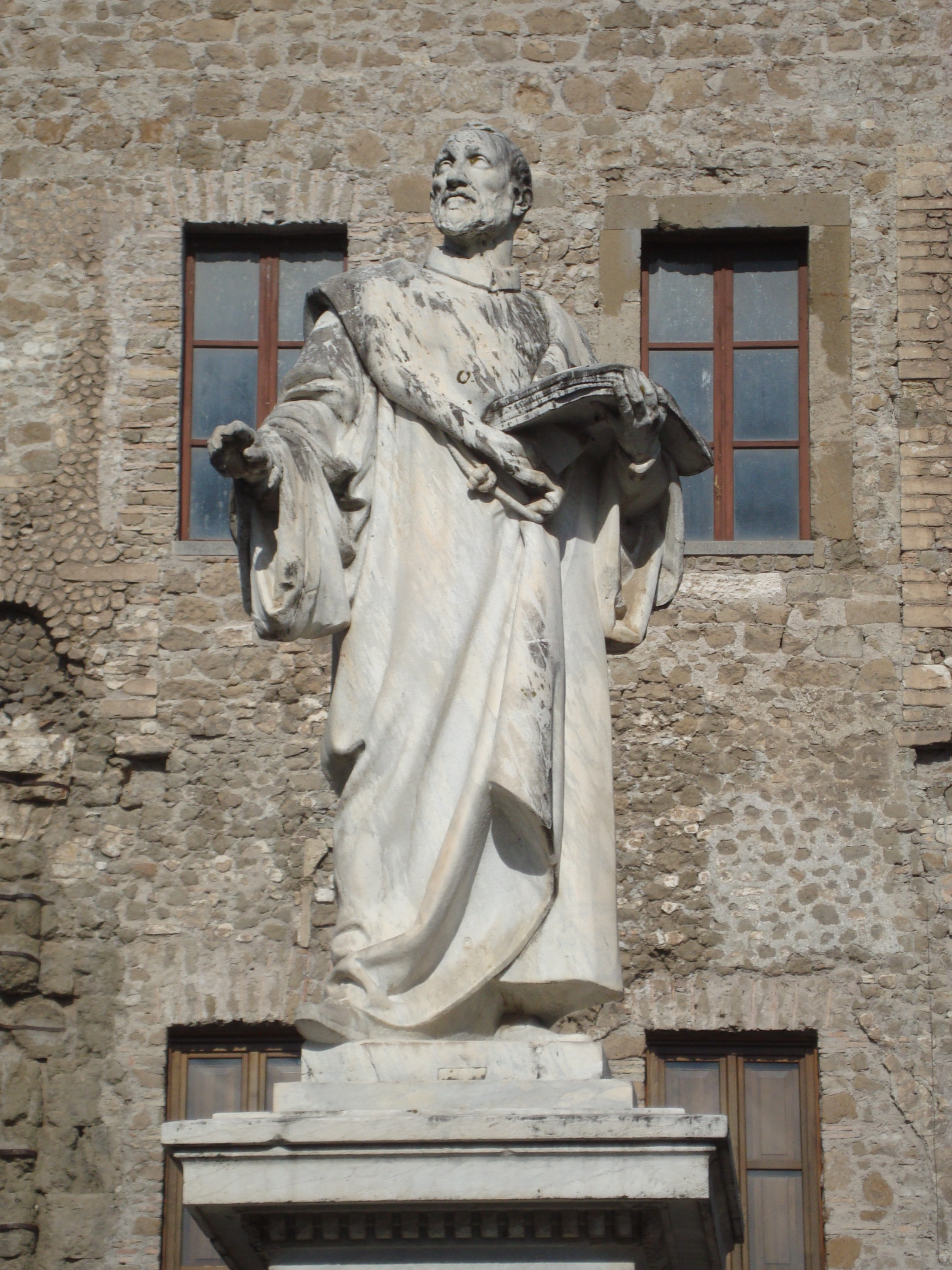
生まれ故郷の町の広場に立つパレストリーナの像

イタリア・ルネサンスの時期、音楽はフランドルが中心であり、ローマ教皇庁の音楽隊にもフランドルの音楽家を招くという状態であったが、パレストリーナはイタリア人音楽家として大きな名声を得た。少なくとも100以上のミサ曲、250以上のモテトを初めとする数多くの教会音楽を作曲し、中でも「教皇マルチェルスのミサ曲」は彼の代表作とされている。
作品に見られる、順次進行を主体とした簡素・平穏・緻密な合唱様式はパレストリーナ様式と称されている。パレストリーナ自身は音楽理論書を遺したわけではないが、その様式は18世紀のフックスの教本以来厳格対位法の模範であるとされている。
パレストリーナは、105曲のミサ曲、68曲のオッフェルトリウム、少なくとも140曲以上のマドリガル、300曲以上のモテットなど、何百曲もの作品を残した。さらに、少なくとも72曲の聖歌、35曲のマニフィカート、11曲の連祷、4（又は5）曲の哀歌も存在している。あるマニフィカートの中の「グローリア」の旋律は、今日においても復活祭の聖歌「Victory (The Strife Is O'er)」として広く使用されている。
彼のマドリガルに対する考えは、少々複雑であり、1584年に出版したCanticum canticorum (英語で Song of Songs の意)というモテット集の序文においては、世俗的な歌詞に曲を付けないとしているのに、そのたった二年後に世俗的マドリガル集第二巻を出版した（同曲集に入っているいくつかの曲は中期の傑作である）。世俗的なテキストに曲を付けたマドリガル集は、最終的に1555年と1586年に出版された二冊が残されることとなった。崇高なテキストに曲を付けたマドリガルの曲集も二冊残され、こちらは対抗宗教改革支持者らに好まれたジャンルであった。
パレストリーナのミサ曲には、彼の作曲様式が長い年月をかけて発展してきた軌跡が刻まれている。ミサ曲 Missa sine nomine はとりわけ、大バッハを魅了した。バッハはロ短調ミサ曲の作曲中に、この曲を研究して実演も行った。ほとんどのミサ曲は1554年から1601年の間に印刷された13巻本に収められており、出版されていなかった7曲はパレストリーナ没後に出版された。
「教皇マルチェルスのミサ曲」は、パレストリーナの最も重要な作品の一つである。6声部のために書かれ、1565年6月19日に、カトリック教義における音楽の位置づけを話し合うトレント公会議に臨席の教父らの面前で歌われた曲と伝えられる。この曲は、トレント公会議にまつわる事実と異なるストーリーに、歴史的に結び付けられてきた。ハンス・プフィッツナーの歌劇『パレストリーナ』も下敷きにしたことで有名なそのストーリーとは「このミサ曲は、トレント公会議の面々に、宗教曲の歌詞にポリフォニーを適用することを厳しく禁じる必要がないことを訴えるために作曲されたものだ」というストーリーである。パレストリーナは改革された教義にうまく適合し、簡潔なポリフォニー様式による宗教的な語法の一例を提供しようとした、と従来信じられてきた。また、パレストリーナが受け容れたトレント公会議により定められた改革とは、歌詞が明瞭に聞き取れるように、また、テクストに密接に結びついた音楽となるようにするというものである。これは、会議でカルロ・ボッロメーオとヴィテロッツォ・ヴィテッリの両枢機卿が教皇の教会の地位を調整するために再び会った際にそのように望んだ、とされる。
しかしながら、近年の研究者により、このミサ曲が実はポリフォニーへの制限を議論するために会合を開くより前、おそらくは10年近く前に作曲されたことが証明されるようになった。また、トレント公会議の史料によれば、教会音楽に実際に何か制限を加えたり、この件に関して公式な見解や規範作りを行ったりはできなかったことが判明した。上述のストーリーは、会議の議題に関与していない者に自分の考えを話した会議の出席者が何人かおり、そのような出席者の非公式見解から作り上げられたものである。このような意見や噂話は、何世紀もの間、フィクションの中で取り上げられ、紙に印刷された結果、歴史的事実として誤って人口に膾炙してしまった。パレストリーナ自身の作曲意図は不明であるが、彼が歌詞を明瞭に聞き取れる必要性について気になっていた可能性はある。しかしながら、これは対抗宗教改革の方針に従おうとしたものではない。なぜなら、そのような方針は存在しないからである。パレストリーナの特徴的な様式は1560年代から彼が亡くなるまで、首尾一貫している。Roche (1970)は、感情をほとばしらせるような内容のテキストに対しても、パレストリーナが冷静な曲作りをするのは、彼が多くの注文をこなしていた結果か、若しくは、激しい感情表現が教会音楽にふさわしくないという慎重な考えのもとになされた結果であるという仮説を提示するが、確かめられていない。
19世紀には、ヴィクトル・ユーゴーや、ある種のロマン主義者が、この時代の作家にはつきものの大げさな表現で、パレストリーナは、キリスト教音楽全体のとは言えなくても、カトリック音楽全体の父であると書いた。20世紀初頭には、ヴァチカンが1903年に発したmotu proprioにより、パレストリーナの作品を宗教音楽作品の規範とすることが望ましいとされた。多くの音楽家が、ヴァチカンの意図（若しくはこの発令）が作曲家のロレンツォ・ペロージの考えを取り入れて決められたものだと思った。しかし論理的に考えると、この発令は、グレゴリオ聖歌がカトリック教会の中で歌われるべきものであると言っているものであった。パレストリーナは、同時代の他の多くの作曲家がそうであったように、グレゴリオ聖歌の旋律線（トゥヌール、例えば「定旋律」）を、多くの音楽作品の基礎に用いていた。ミサにおける旋律の模倣を繰り返すことが、時代の習わしだった。つまり、旋律の模倣によりモテットないしモテットの部分を作り上げて行くということであって、ある一つの旋律を作るという意味ではない。
パレストリーナが音楽を入念に作り上げたとわかる証拠の一つは、不協和音がなるべく弱拍に現れるように設計されていることである。この工夫により音楽の流れが良くなっており、また、21世紀現在ではルネッサンス期の音楽の絶対的な特徴であると考えられているポリフォニーにおける協和音の類型を増加させることに成功している。また、このことによって、ラッススと共に、ジョスカン・デ・プレに続くヨーロッパの代表的な作曲家としての地位を得た。こんにちでは、大学でルネッサンス期の対位法を講義する際には、「パレストリーナ様式」が基本として扱われるが、これは18世紀の作曲家で理論家ヨハン・ヨーゼフ・フックスの努力に帰すところが多い。フックスは1725年に『パルナッソス山への階梯』と題した教科書を著し、パレストリーナの作曲技法を理論化した。フックスは「対位法の種類（species counterpoint）」という用語を用い、この教科書で、生徒が厳格な規則に則りながら、より多くの声部が組み合わさる課題に段階的に取り組める一連の階梯を課した。フックスは多くの様式上の誤りを犯しているが、後代の理論家（Knud JeppesenやR._O._Morris）により訂正された。パレストリーナ自身の音楽は、フックスが言語化した規則通りとなっている箇所がたしかに膨大であるが、そのような規則から自由に離れている部分も同じくらいに多い。